# Leptomantella
Leptomantella es un género de mantis de la familia Tarachodidae. Tiene las siguientes especies:
- Leptomantella albella
- Leptomantella bakeri
- Leptomantella ceylonica
- Leptomantella fragilis
- Leptomantella indica
- Leptomantella lactea
- Leptomantella montana
- Leptomantella nigrocoxata
- Leptomantella parva
- Leptomantella pluvisilvae
- Leptomantella tonkinae
- Leptomantella xizangensis